# Hijos de Ilúvatar
Hijos de Ilúvatar es uno de los nombres que reciben, dentro del legendarium del escritor J. R. R. Tolkien, las criaturas que Eru Ilúvatar crea por su propia mano, sin la intervención de ninguno de los ainur.
En el canto de la creación de Arda, los ainur cantaron sobre muchas cosas que tendría posteriormente el mundo, inclusive los seres vivos. Pero de los «seres pensantes» ninguno cantó y estos sorprendieron a los ainur cuando los vieron en la visión que Eru les mostró como su canto.
Los hijos de Ilúvatar abarcan tres razas de Arda:
- Los Primogénitos o Primeros Nacidos, son los elfos. Son los que más se parecen a los ainur en la concepción de Eru, y por ello están atados para siempre al reino de Arda. Envejecen muy lentamente, al mismo ritmo que el mundo, por lo que vivirán por siempre hasta que el mundo termine, al final del tiempo. Son así mismo las criaturas más sabias y bellas, afines a todo lo que Arda contiene, pero también las poderosas y valientes. Son más altos que los demás pueblos de la Tierra Media, y más resistentes de cuerpo y mente. Despertaron con la luz de las estrellas antes que cualquiera de los demás hijos.

- Los Segundos Hijos o Segundos Venidos, son los hombres. No están atados al mundo como los elfos, por lo que cuentan con el «don de la muerte», que les permite salir de los círculos del mundo al terminar su vida, para ir a un lugar al que ni los mismos valar saben. Como los hobbits son una rama de los hombres, también comparten ese don de Ilúvatar. Su don principal es el de la libertad de elegir su propio destino, don que hasta los mismos Poderes envidiarán al final. Los hombres despertaron con la primera salida de Anar, el Sol, por el Occidente.

- Los Terceros Hijos o Hijos Adoptivos, son los enanos. Fueron creados en materia por el vala Aulë (por lo que podría decirse que de ellos sí cantó el ainu Aulë en algún momento), pero su creación propiamente dicha, en la que se les concedió la vida a través del libre albedrío, vino por parte de Eru mismo, que los adoptó como sus propios hijos (por lo que aquello que hubiera cantado Aulë no incluía esta parte de la adopción). Son seres muy resistentes y de vida larga. Se dice que, cuando el mundo llegue a su fin, ellos serán los encargados de ayudar a Aulë a reconstruirlo.